# Elettrotreno DB 420
L'elettrotreno serie 420 della Deutsche Bundesbahn, ora della Deutsche Bahn, è un elettrotreno a tre elementi progettato negli anni sessanta per l'esercizio sulle reti S-Bahn dell'allora Germania Ovest.
Progettati come evoluzione degli sfortunati elettrotreni serie 427, i 420 furono messi in servizio sulla S-Bahn Reno-Ruhr e sulle reti di Francoforte sul Meno, Monaco di Baviera e Stoccarda.
A partire dai primi anni duemila, i 420 sono stati sostituiti gradualmente dagli elettrotreni serie 423 e hanno prestato infine servizio sulle sole reti di Francoforte sul Meno e Stoccarda fino al 2014. Attualmente sono in utilizzo da parte della S-Bahn di Monaco di Baviera come rinforzo.

## Storia
I 420 furono impegnati per la prima volta sulla S-Bahn di Monaco di Baviera in occasione dei giochi olimpici del 1972.
Utilizzati in seguito per il servizio sulle analoghe reti Reno-Ruhr e di Stoccarda. Sei unita sono state preservate a scopo museale.
Negli ultimi anni a causa della mancanza di elettrotreni serie 423, circa 30 convogli sono stati trasferiti e ritornati in servizio sulla S-Bahn di Monaco di Baviera. Attraverso modifiche e aggiornamenti tecnici volti a garantirne la circolazione sulla Stammstrecke (linea di collegamento sotto Monaco) attualmente svolgono principalmente servizio sulla S2 tra München-Ostbahnhof e Altomünster in doppia composizione.
Il loro pensionamento è previsto tra il 2025-2030 con l'arrivo dei nuovi elettrotreni ordinati a Siemens Mobility.